# Audió

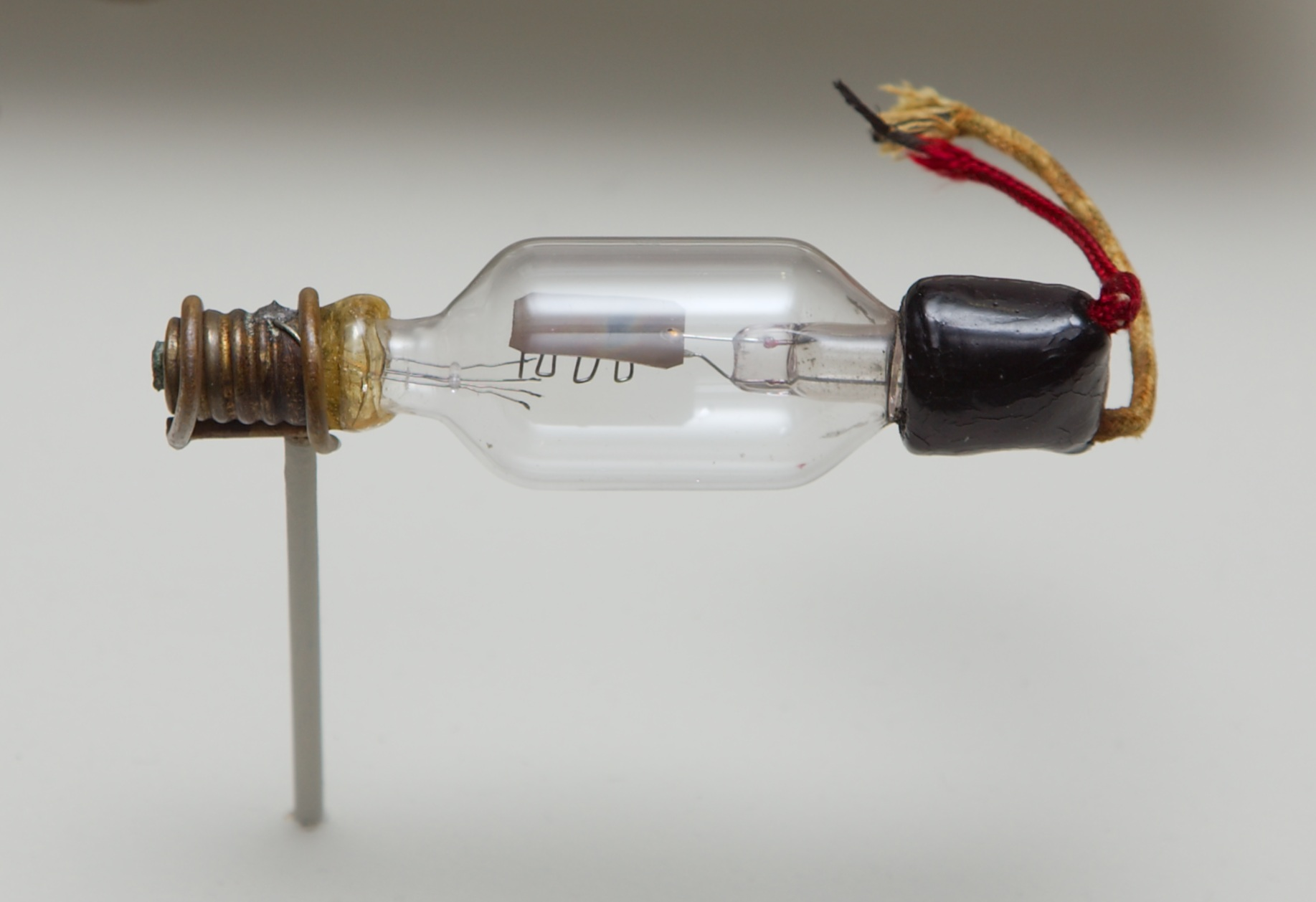
Un audió de 1906.

L'audió és la primera vàlvula electrònica de tipus tríode inventada per l'enginyer elèctric nord-americà Lee de Forest al 1906. Aquest aparell consta d'un tub de vidre que conté tres elèctrodes, un filament escalfat, una reixa de control i un ànode.
És important en la història de la tecnologia perquè va ser el primer dispositiu elèctric utilitzat per amplificar un petit senyal elèctric que podia controlar un corrent gran que fluïa des del filament fins a la placa.
A diferència de les vàlvules de buit posteriors, el primer audió tenia una petita quantitat de gas en el tub, cosa que Lee De Forest creia necessària perquè així limitava el rang dinàmic i alhora li donava unes característiques no lineals i un funcionament erràtic.
Originalment es va desenvolupar com un detector de recepció de ràdio agregant-li un elèctrode de reixeta al díode de buit, però s'hi va trobar poca utilització. No fou fins al 1912 que la capacitat d'amplificació va ser reconeguda per diversos investigadors, que el van utilitzar per construir la primera amplificació de receptors de ràdio i oscil·ladors electrònics.
Com que van aparèixer moltes aplicacions pràctiques per a l'amplificació, el desenvolupament de l'aparell va ser ràpid, i l'audió original va ser reemplaçat per versions millorades amb més buit, desenvolupades per Irving Langmuir en GE i altres. Aquests van ser els primers tríodes de buit moderns.

## Història

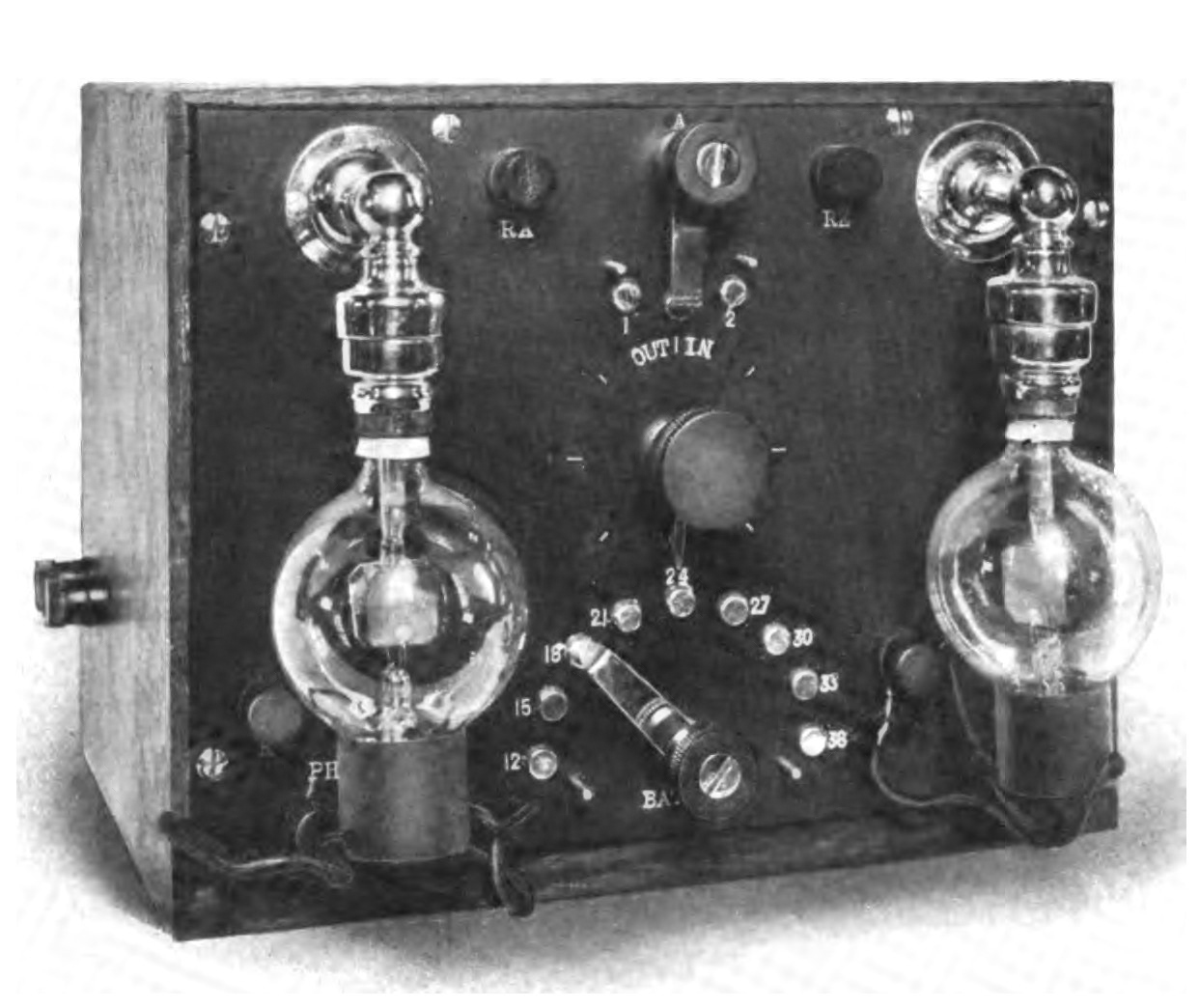
Un dels primers receptors de ràdio Audion, construït per De Forest al 1914. Els tubs estaven muntats a l'inrevés, amb el filament delicat penjant cap avall per evitar que s'enfonsés i toqués la reixeta. Va ser un detector i amplificador d'àudio, que rebia el senyal de ràdio d'un sintonitzador separat.

Ja des de mitjan segle xix es sabia que les flames de gas eren elèctricament conductores, així molts experimentadors havien notat que aquesta conductivitat es veia afectada per la presència d'ones de ràdio.
De Forest va descobrir que el gas en un buit parcial escalfat per un filament de llum convencional es va comportar de la mateixa manera, i que si un fil s'embolica al voltant de la carcassa de vidre, el dispositiu podria servir com un detector de senyals de ràdio. En el seu disseny original, una petita placa de metall estava segellada a la carcassa del llum i això es connectava al terminal positiu d'una bateria de 22 volts a través d'un parell d'auriculars, i alhora el terminal negatiu estava connectat a un costat del filament del llum. Quan els senyals sense fils es van aplicar al filferro embolicat al voltant de la copa, van causar pertorbacions en el corrent del so que produeixen els auriculars.
Aquest va ser un desenvolupament important mentre els sistemes sense fil comercials existents estaven fortament protegits per patents. Així un nou tipus de detector permetria a De Forest comercialitzar el seu propi sistema. Amb el temps es va descobrir que si la connexió del circuit d'antena a un tercer elèctrode es col·loca directament en la trajectòria de corrent es millora en gran manera la sensibilitat, però en les primeres versions era simplement un tros de filferro doblegat amb la forma d'una reixa de ferro, que va anomenar reixeta, nom que va perdurar en les vàlvules posteriors, col·locat entre el filament i la placa. Tot això quedava tancat en una bombeta de vidre.
En comparació amb tots els dispositius de la competència en el moment, l'audió era l'únic que no treia el poder des de l'antena o el circuit sintonitzat, això va permetre que els circuits operessin amb la màxima selectivitat. Amb gairebé tots els altres sistemes, tota l'energia per operar els auriculars havia de venir del propi circuit d'antena, i això tendia a "esmorteir" els circuits sintonitzats, cosa que limitava la distinció entre freqüències discretes.
Per tant, en intentar descobrir un mètode per amplificar les ones i al mateix temps, controlar el volum del so, Lee de Forest va construir el primer amplificador electrònic el 1906, que posteriorment millorarà amb el tríode el 1908.

### Patents i disputes

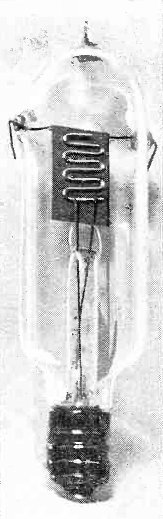
Primer prototip d'audió amb reixa (cables en ziga-zaga) entre el filament i la placa.

En un inici, tant De Forest com tots els altres van subestimar el potencial del seu invent original, imaginant que es limitava en aplicacions militars. És significatiu que, segons sembla, l'inventor mai va veure el seu potencial com un amplificador per telèfons.
A De Forest se li va concedir una patent per a la seva primera versió de dos elèctrodes de l'audió el 10 de novembre de 1906 (U.S. Patent 841,386), mentre que la versió "tríode" (tres elèctrodes) va ser pantentada el 1908 (U.S. Patent 879,532).
De Forest reclamava que va desenvolupar l'audió independentment de la investigació anterior de John Ambrose Fleming amb la vàlcula termoiònica (per la qual va rebre la Gran Bretanya patent 24850 i la patent de la vàlvula d'Amèrica Fleming (Patent dels EUA 803.684), i es va veure embolicat en moltes disputes relacionades amb la ràdio i les patents.De Forest era famós per dir que "no sabia per què va funcionar, simplement ho va fer".
Sempre es referia als tríodes de buit desenvolupats per altres investigadors com "Oscil·laudions", tot i que no hi ha evidencia que fes cap aportació significativa en el seu desenvolupament. És cert que després de la invenció del veritable tríode de buit al 1913, De Forest va seguir amb la fabricació de diversos tipus de transmissió de ràdio i aparells receptors. No obstant això, descrivia habitualment aquests dispositius com l'ús d'"audions", de fet utilitzen tríodes d'alt buit, utilitzant circuits molt similars als que havien estat desenvolupats.
Al 1914, l'estudiant de la Universitat de Colúmbia, Edwin Howard Armstrong va treballar amb el professor John Harold Morecroft per documentar els principis elèctrics de l'audió. Armstrong va publicar la seva explicació de l'audió en Electrical World al desembre de 1914, amb diagrames i gràficss dels circuits de l'oscil·loscopi. Al març i a l'abril de 1915, Armstrong va parlar amb l'Institut d'Enginyers de Ràdio a Nova York i Boston, respectivament, presentant el seu treball "Alguns desenvolupaments recents en el receptor Audion", que va ser publicat al setembre. Una combinació dels dos documents es va reeditar en altres revistes, com els Annals de l'Acadèmia de Ciències de Nova York. Quan Armstrong i De Forest tard es van enfrontar en una disputa per la patent del circuit regeneratiu, Armstrong va ser capaç de demostrar de manera concloent que De Forest encara no sabia com funcionava.
El problema era que (possiblement per distanciar la seva invenció de la vàlvula de Fleming) les patents originals de De Forest especifiquen que el gas de baixa pressió a l'interior de l'audió era indispensable per al seu funcionament, però els primers audions havien donat greus problemes de fiabilitat a causa d'aquest gas, ja que els elèctrodes metàl·lics l'absorbien. Els audions a vegades funcionaven molt bé, però en altres ocasions podien no funcionar en absolut.
Així com el mateix De Forest, nombrosos investigadors han tractat de trobar maneres de millorar la fiabilitat del dispositiu, estabilitzant el buit parcial. Gran part de la investigació que va conduir al desenvolupament de tubs de buit veritables es va dur a terme per Irving Langmuir en els laboratoris d'investigació de General Electric (GE).

## Aplicacions i ús

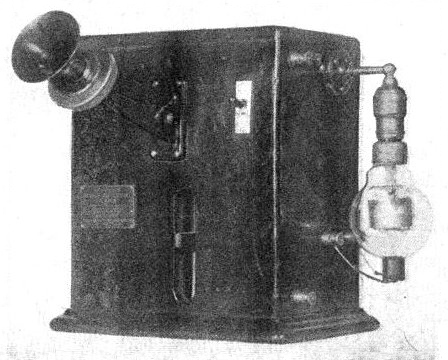
El primer transmissor de ràdio d'audió AM, construït per Lee De Forest, anunciat l'abril de 1914

De Forest va continuar fabricant i subministrant audions a la Marina dels Estats Units fins a la dècada de 1920, per al manteniment dels equips existents. Va ser el tríode de buit el que va fer de les pràctiques d'emissions de ràdio una realitat.

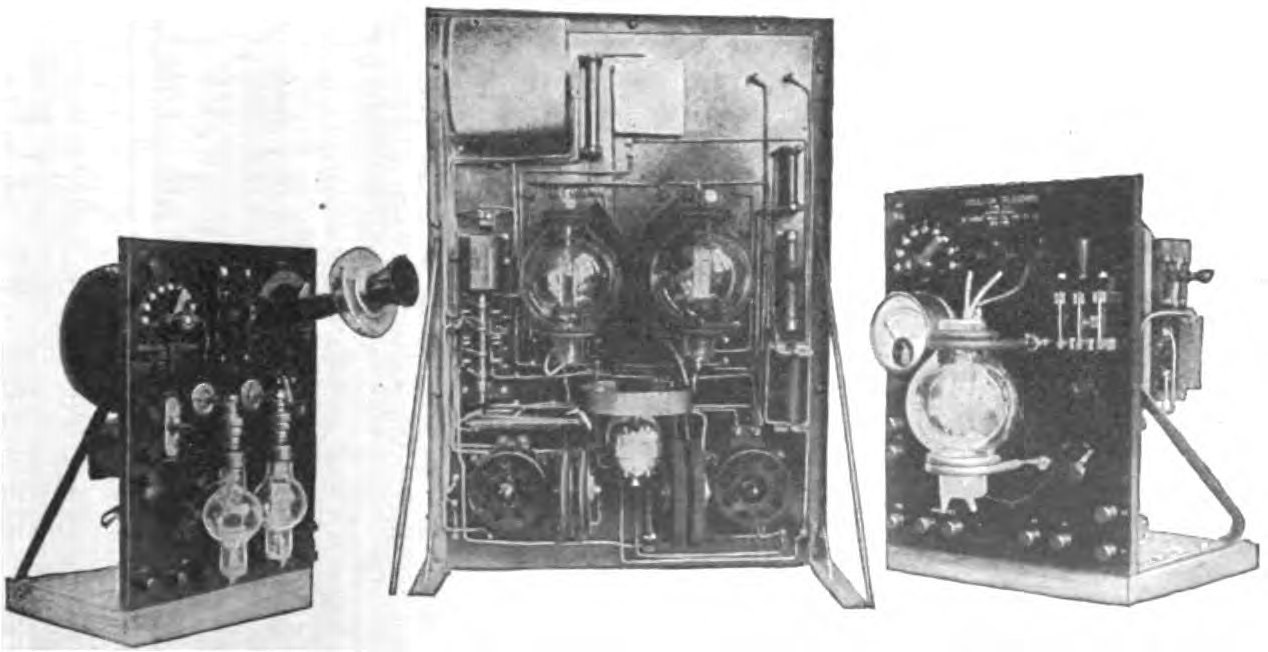
Alguns dels primers transmissors de ràdio AM audió, construïts per De Forest al voltant de 1916. La invenció de l'oscil·lador d'audions el 1912 va fer possible la transmissió de ràdio d'una manera més barata, per això va arribar la radiodifusió al voltant de 1920.

Abans de la introducció de l'audió, els receptors d'àudio havien utilitzat una varietat de detectors, com cohesors, sivelles o detectors de vidre. El detector de vidre més popular consistia en un petit tros de vidre de galena sondejat per un filferro fi comunament referit com un "detector de bigotis de gat". Eren molt poc fiables, ja que requerien un ajust freqüent del "bigoti del gat" i no va oferir cap amplificació. Tals sistemes generalment requereixen que l'usuari escolti el senyal a través d'auriculars, a vegades a un volum molt baix, ja que l'única energia disponible per fer funcionar els audiòfons era la que agafava l'antena. Per una comunicació a llarga distància es necessitaven enormes antenes i molta quantitat d'energia que havia d'alimentar el transmissor.

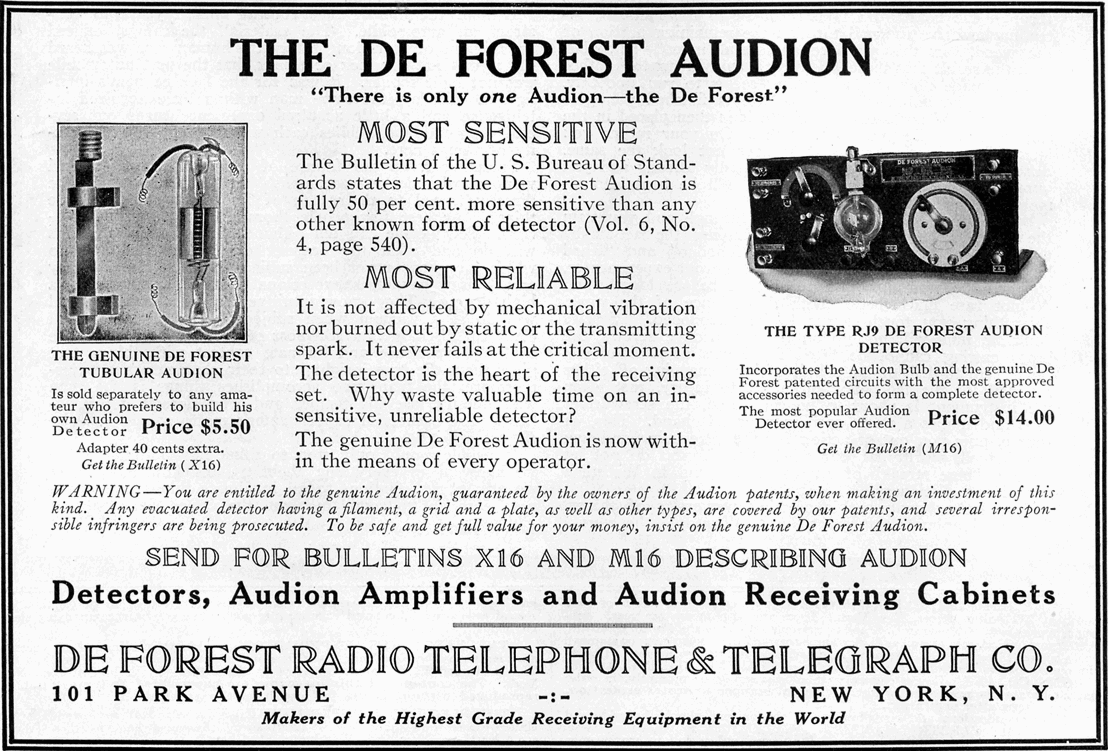
Anunci de l'audió a la revista "Electrical Experimenter", 1916

L'audió va suposar una millora considerable, però els dispositius originals no van poder proporcionar cap amplificació posterior al que es produeix en el procés de detecció del senyal. Els tríodes de buit posteriors van permetre que el senyal s'ampliés a qualsevol nivell desitjat, generalment mitjançant l'alimentació de la sortida amplificada d'un tríode a la xarxa del costat, proporcionant potència més que suficient per gestionar un altaveu de mida completa. A part d'això, van ser capaços d'amplificar els senyals de ràdio entrants abans del procés de detecció, cosa que va fer que funcionés de manera més eficient.
Els tubs de buit també es podien utilitzar per fer transmissors de ràdio superiors. La combinació de transmissors molt més eficients i receptors molt més sensibles van revolucionar la comunicació per ràdio durant la Primera Guerra Mundial.
Als anys 1920 aquests tipus de «ràdios de tub» van començar a convertir-se en una accessori de la majoria de les llars del món occidental, i es va mantenir així fins a la introducció de ràdios de transistors comercials des de 1955, vuit anys després de l'invenció del transistor.
A l'electrònica moderna, el tub de buit ha estat àmpliament superat pels dispositius d'estat sòlid com el transistor, inventat el 1947 i posat en pràctica en circuits integrats al 1959, tot i que els tubs es mantenen fins avui dia en aplicacions tals com a transmissors d'alta potència, amplificadors de guitarra i alguns equips d'àudio d'alta fidelitat.